# Keyworth
Keyworth est une paroisse civile et un village du Nottinghamshire, en Angleterre.